# Ринго (теленовела)
„Ринго: борбата на живота му“ (на испански: Ringo: la pelea de su vida) е мексиканска теленовела от 2019 г., режисирана от Клаудия Елиса Агилар и Хорхе Роблес и продуцирана от Лусеро Суарес за Телевиса. Адаптация е на аржентинската теленовела Sos mi hombre, написана от Леандро Калдероне по идея на Адриан Суар.
В главните роли са Хосе Рон и Мариана Торес, а в отрицателните - Хорхе Поса, Габриела Карийо и Алфредо Гатика. Специално участие вземат Сесар Евора, Лус Рамос, Ото Сирго и Силвия Марискал.

## Сюжет
Ринго е боксьор, който ще осъзнае, че най-трудната му битка няма да бъде на ринга, а извън него, защото най-големите му опоненти се оказват завистта и предателството. Въпреки отдръпването от битките, той е принуден да се изправи срещу по-тежки противници като суровата икономическа ситуация, през която преминава, и борбата му относно ареста на сина му Сантино. От друга страна, Хулия е млада лекарка, която има успешен живот и триумфира във всичко, но въпреки това чувства, че трябва да помага на нуждаещите се. Пътеките на Хулия и Ринго се пресичат в средата на опасна ситуация, която ще направи привличането между тях едновременно мигновено и от този момент нищо няма да бъде същото.

## Актьори
- Хосе Рон - Хуан Хосе Рамирес „Ринго“
- Мариана Торес - Хулия Гарай
- Сесар Евора - Оскар Вияр
- Хорхе Поса - Диего Хауреги
- Силвия Марискал - Тереса Рохас
- Лус Рамос - Роса
- Пиер Луис - Хавиер Мачака
- Алфредо Гатика - Ариел Насиф
- Артуро Кармона - Алехо Кореа
- Габриела Карийо - Глория Ортис
- Патрисио де ла Гарса - Сантяго Рамирес Ортис
- Лус Едит Рохас - Бренда Гарай
- Исадора Гонсалес - Сандра
- Клаудия Боян - Елса

## Премиера
Премиерата на Ринго е на 21 януари 2019 г. по Las Estrellas. Последният 81. епизод е излъчен на 12 май 2019 г.

## Продукция
Снимките на теленовелата започват през ноември 2017 г. и завършват на 21 септември 2018 г. Част от записите са осъществени във Форум 1 на филмовото студио Телевиса Сан Анхел.

### Кастинг
На 31 януари 2018 г. Хосе Рон потвърждава своето участието в теленовелата чрез профила си в социалната мрежа Instagram. На 20 февруари 2018 г. е потвърдено, че Мариана Торес ще изпълни главната женска роля в продукцията. На 5 март 2018 г. уебсайтът Latin Show News потвърждава, че Сесар Евора, Лус Рамос, Алфредо Гатика, Хорхе Поса, Клаудия Боян, Артуро Кармона, Габриела Карийо и Исадора Гонсалес ще бъдат част от актьорския състав.